# SUB Sønderborg
SUB Sønderborg er en fodboldklub i den sønderjyske havneby Sønderborg i det sydlige Danmark.
Klubben er kendt for at udvikle mange talenter, som kan begå sig i Superligaen og endnu større ligaer. Klubben er blandt andet rugekasseklub til SønderjyskE, som spiller i Superligaen.

## Kendte spillere
Følgende spillere, blev udviklet i SUB Sønderborg og sendt videre til større klubber.
- Winston Reid
- Bjørn Paulsen
- Mohammed Hamad
- Andreas Oggesen
- Simon Poulsen
- Søren Frederiksen

| Fodbold | Spire Denne artikel om en dansk fodboldklub er en spire som bør udbygges. Du er velkommen til at hjælpe Wikipedia ved at udvide den. |